# Буганов, Александр Викторович
Алекса́ндр Ви́кторович Буга́нов (род. 29 августа 1959; Москва, СССР) — советский и российский историк и этнограф, доктор исторических наук. Заведующий Отделом русского народа Института этнологии и антропологии им. Н. Н. Миклухо-Маклая РАН. Член Учёного совета ИЭА РАН.
В сферу научных интересов входят такие научные дисциплины как — история и этнография русского народа; историческая память; национальное самосознание русских; историческая личность в массовом сознании; историческая биография; антропология российского спорта и пр.
Старший сын историков В. И. Буганова (1928—1996) и М. Г. Вандалковской (род. 1932).

## Биография
В 1976 году поступил на Исторический факультет МГУ им. М. В. Ломоносова на кафедру истории СССР периода капитализма, по окончании которого в 1981 году работал младшим научным сотрудником в Государственном историческом музее. С 1984 по 1987 год обучался в очной аспирантуре Института этнологии и антропологии им. Н. Н. Миклухо-Маклая РАН. По окончании аспирантуры в том же институте, в секторе этнографии русского народа.
В 1988 году защитил диссертацию на соискание учёной степени кандидата исторических наук по теме «Исторические представления русских крестьян XIX века и развитие национального самосознания». С того же года — младший научный сотрудник, с 1992 — научный сотрудник, с 1996 — старший научный сотрудник и с 2003 года — ведущий научный сотрудник сектора этнографии русского народа ИЭА РАН.
С 21 июня 2007 года — и. о. заведующего Отделом русского народа ИЭА РАН. В 2011 году защитил докторскую диссертацию по теме «Выдающиеся личности и события в массовом сознании русских крестьян XIX — начала XX в.». С 6 декабря 2011 года (по нынешнее время) — заведующий Отделом русского народа ИЭА РАН.
Неоднократно принимал участие в конгрессах этнографов и антропологов России. Публиковался в таких журналах как — «Родина», «Исторический вестник», «Social Identities in Revolutionary Russia», «Вопросы истории», «История и историки», «Новый исторический вестник» и др.

## Награды и премии
- Макарьевская премия (вторая премия в номинации «История России») — за книгу «О воззрениях русского народа»
- Дипломом 2-й степени Международной ассоциации «Знание» — за книгу «Русские полководцы. XVIII век»
- Почётная грамота Российской академии наук (27 апреля 2023) — за плодотворный труд на благо российской науки, значительный вклад в исследование этнической и социальной истории, культуры народов мира и ранних этапов происхождения человечества, за выдающийся вклад в развитие мировой этнологии и антропологии и в связи с 90-летием основания федерального государственного бюджетного учреждения науки Ордена Дружбы народов Института этнологии и антропологии им. Н.Н. Миклухо-Маклая Российской академии наук